# Peter Neururer
Peter Neururer (Marl, 26 aprile 1955) è un allenatore di calcio tedesco.

## Carriera allenatore

### Rot-Weiss Essen
Neururer ha avuto una carriera da giocatore nelle serie minori prima di passare ad allenare a TuS Haltern e SG Weitmar. Si trasferì in campionati superiori come assistente tecnico di Horst Hrubesch in 2.Bundesliga nel Rot-Weiss Essen nella stagione 1986-1987, e alla fine della stagione ha avuto un periodo di due mesi alla guida della squadra.

### Alemannia Aquisgrana
Neururer da allora ha guadagnato una posizione di assoluto livello allenando l'Alemannia Aachen nel gennaio 1988. Dopo il debutto, il club ottiene un 6º posto e un ottimo finale di stagione, superando una stagione difficile dopo la retrocessione. Neururer ha lasciato il club il 10 aprile 1989.

### FC Schalke 04
Neururer è stato scelto come allenatore dello Schalke 04 l'11 aprile 1989. Neururer ha preso il club della Ruhr al 5º posto nel 1989-90 e ha iniziato la stagione successiva con brillanti risultati, restando al secondo posto all'inizio stagione per tre mesi. Tuttavia, questo non era sufficiente a soddisfare il presidente del club che lo ha licenziato comunque nel novembre 1990. Nel giugno 2007, Neururer ha creato notevoli polemiche quando ha affermato che il doping era diffuso nel calcio tedesco nel 1990. In particolare ha fatto riferimento a quando era allenatore del FC Schalke 04 nel 1989-90, anche se questo è stato smentito dal club stesso.

### Hertha BSC
Neururer non ha dovuto aspettare troppo a lungo per un'altra opportunità dalla Bundesliga, infatti l'Hertha Berlino lo chiamò dopo l'esonero di Pál Csernai. Neururer inizio' la sua nuova avventura nel marzo 1991. Il club, tuttavia, rimase in basso alla classifica e a quel punto, Neururer non fu in grado di fermare il marcio. Il team non è riuscito a vincere una sola partita nelle sue 14 alla guida e sono stati retrocessi.
Neururer lascia l'Hertha BSC nel maggio 1991.

### 1. FC Saarbrücken
Neururer entra a far parte del 1. FC Saarbrücken il 1 ° luglio 1991. Al 1. FC Saarbrücken, Neururer viene apprezzato per il grande successo, dato che la squadra ha vinto il campionato e sono stati promossi nella massima serie. Il loro tempo in Bundesliga non fu molto lungo dato che hanno finito in fondo la loro prima stagione in fondo alla classifica, questo ha anche scritto la fine per Neururer. Neururer lascia il club il 30 giugno 1993.

### Hannover 96
Il passo successivo di Neururer fu l'Hannover 96. Neururer viene assunto il 7 novembre 1994. Il club viene guidato quando era in fondo alla classifica e Neururer, nei suoi sei mesi mantenne il loro status di campionato. Neururer lascia il club il 30 maggio 1995.

### 1. FC Köln
Ha dovuto aspettare fino all'anno successivo per un altro ruolo di allenatore, quando in Bundesliga, il Colonia fa un'offerta per lui dopo il licenziamento di Stephan Engels dalla zona retrocessione. Neururer ancora una volta è riuscito a mantenere lo status campionato di un club e finirono al 12º posto. Ha gestito un 10º posto nella stagione successiva, ma dopo un deludente inizio di stagione 1997-1998, viene licenziato nel settembre 1997.

### Fortuna Düsseldorf
Neururer era tecnico dal 22 aprile 1999 alla fine della stagione.

### Kickers Offenbach
Neururer entra a far parte del Kickers Offenbach nell'ottobre 1999. Il club si trovava nel basso della classifica del 2. Bundesliga e Neururer non è stato in grado di invertire le loro fortune e scivolò a Regionalliga Sud. Ha iniziato la stagione successiva ancora con il club, ma dopo non essere riuscito a vincere una delle loro prime due partite, il club ha agito rapidamente e che è stato esonerato in data 6 agosto 2000.

### LR Ahlen
Tornò in carica nell'LR Ahlen nel mese di ottobre 2000. Nella sua prima stagione porta la squadra al 7º posto, ma un inizio indifferente per la stagione 2001-02 lo ha visto lasciare il club per i compagni di 2. Bundesliga del VfL Bochum.

### VfL Bochum
Il Bochum ha assunto Neururer il 3 dicembre 2001. Al Bochum è stato un altro periodo di successo per l'allenatore e sono stati promossi nella sua prima stagione e ha mantenuto la propria posizione in Bundesliga per due stagioni. Neururer ha lasciato il club il 30 giugno 2005.

### Ritorno all'Hannover 96
Nel novembre 2005 tornò ad alto livello, e l'Hannover 96 lo ha richiamato per un secondo mandato, dopo il licenziamento di Ewald Lienen ed ha guidato la squadra ad un comodo 12º posto al termine della stagione 2005-06, ma un inizio disastroso della stagione 2006-07, subendo 11 gol in 3 sconfitte. Neururer si è dimesso il 30 agosto 2006.

### MSV Duisburg
Duisburg ha assunto Neururer il 16 novembre 2008. Il club ha licenziato Neururer il 30 ottobre 2009.

### Ritorno al VfL Bochum
L'8 aprile 2013, Neuruer ritorna come manager al VfL Bochum.

## Statistiche allenatore
| Squadra            | Dal               | Al                | Risultati | Risultati | Risultati | Risultati | Risultati | Risultati |
| Squadra            | Dal               | Al                | G         | V         | P         | S         | Win %     | Ref.      |
| ------------------ | ----------------- | ----------------- | --------- | --------- | --------- | --------- | --------- | --------- |
| Rot-Weiss Essen    | 15 settembre 1987 | 16 novembre 1987  | 47        | 25        | 9         | 13        | 53,19     |           |
| Schalke 04         | 11 aprile 1989    | 13 novembre 1990  | 66        | 33        | 16        | 17        | 50,00     | [ 17 ]    |
| Hertha Berlino     | 13 marzo 1991     | 28 maggio 1991    | 12        | 0         | 2         | 10        | &0,00     | [ 18 ]    |
| 1. FC Saarbrücken  | 1 luglio 1991     | 30 giugno 1993    | 70        | 22        | 25        | 23        | 31,43     |           |
| Hannover 96        | 7 novembre 1994   | 30 maggio 1995    | 20        | 7         | 7         | 6         | 35,00     | [ 19 ]    |
| Colonia            | 1 aprile 1996     | 30 settembre 1997 | 66        | 29        | 9         | 28        | 43,94     |           |
| Fortuna Düsseldorf | 22 aprile 1999    | 30 giugno 1999    | 8         | 2         | 1         | 5         | 25,00     |           |
| Kickers Offenbach  | 25 ottobre 1999   | 6 agosto 2000     | 28        | 8         | 9         | 11        | 28,57     |           |
| LR Ahlen           | 20 settembre 2000 | 27 novembre 2001  | 44        | 21        | 11        | 12        | 47,73     |           |
| Bochum             | 3 dicembre 2001   | 30 giugno 2005    | 133       | 53        | 33        | 47        | 39,85     |           |
| Hannover 96        | 9 novembre 2005   | 30 agosto 2006    | 26        | 5         | 11        | 10        | 19,23     | [ 19 ]    |
| Duisburg           | 16 novembre 2008  | 30 ottobre 2009   | 34        | 16        | 11        | 7         | 47,06     |           |
| VfL Bochum         | 8 aprile 2013     | 9 dicembre 2014   | 60        | 21        | 15        | 24        | 35,00     |           |
| Totale             | Totale            | Totale            | 622       | 237       | 162       | 223       | 38,10     | —         |